# Deltochilum bordoni
Deltochilum bordoni là một loài bọ cánh cứng trong họ Bọ hung (Scarabaeidae).